# Râul Cornetu, Taudor
Râul Cornetu este un râu din România, afluent al râului Taudor. 